# 逸見駅
逸見駅（へみえき）は、神奈川県横須賀市東逸見町二丁目にある、京浜急行電鉄本線の駅である。駅番号はKK57。

## 歴史
- 1930年（昭和5年）4月1日 - 湘南電気鉄道の駅として開業。当初は島式ホーム1面2線であった。
- 1941年（昭和16年）11月1日 - 湘南電気鉄道と京浜電気鉄道が合併し、京浜電気鉄道の駅となる。
- 1942年（昭和17年）5月1日 - 京浜電気鉄道が東京横浜電鉄へ合併し、東京急行電鉄（大東急）の駅となる。
- 1948年（昭和23年）6月1日 - 京浜急行電鉄が発足し、京浜急行電鉄の駅となる。
- 1958年（昭和33年）9月7日 - 待避設備を持つ[1]相対式ホーム2面4線の駅構造となる。
- 1972年（昭和47年）12月18日 - ホーム有効長を4両分から6両分に延伸[2]。
- 2013年（平成25年）3月26日 - 上りホームのエレベーターが運用開始[3]。
- 2014年（平成26年）3月 - 下りホームと改札口のエレベーターが運用開始[4]。

## 駅構造
中央2線の通過線を挟む形で相対式ホーム2面2線を有するいわゆる新幹線型配線で、当駅で列車の追い越しが可能である。ホームは副本線にあり、有効長は6両編成分である。また、品川寄りに渡り線が設けられ、非常時の折り返し運転に対応している。
駅構内は大きく湾曲しており、通過線でも上り線40km/h、下り線65km/hの速度制限を受ける。上りホームへの分岐器は外方分岐となるが勾配はなく、逆カントにはなっていない。
上りホームと下りホーム、改札口にそれぞれエレベーターが設置されている。
かつては車いす用階段昇降機が設置されていた。

### のりば
| 番線 | 路線 | 方向 | 行先                     |
| ---- | ---- | ---- | ------------------------ |
| 1    | 本線 | 下り | 横須賀中央・三浦海岸方面 |
| 2    | 本線 | 上り | 横浜・品川方面           |

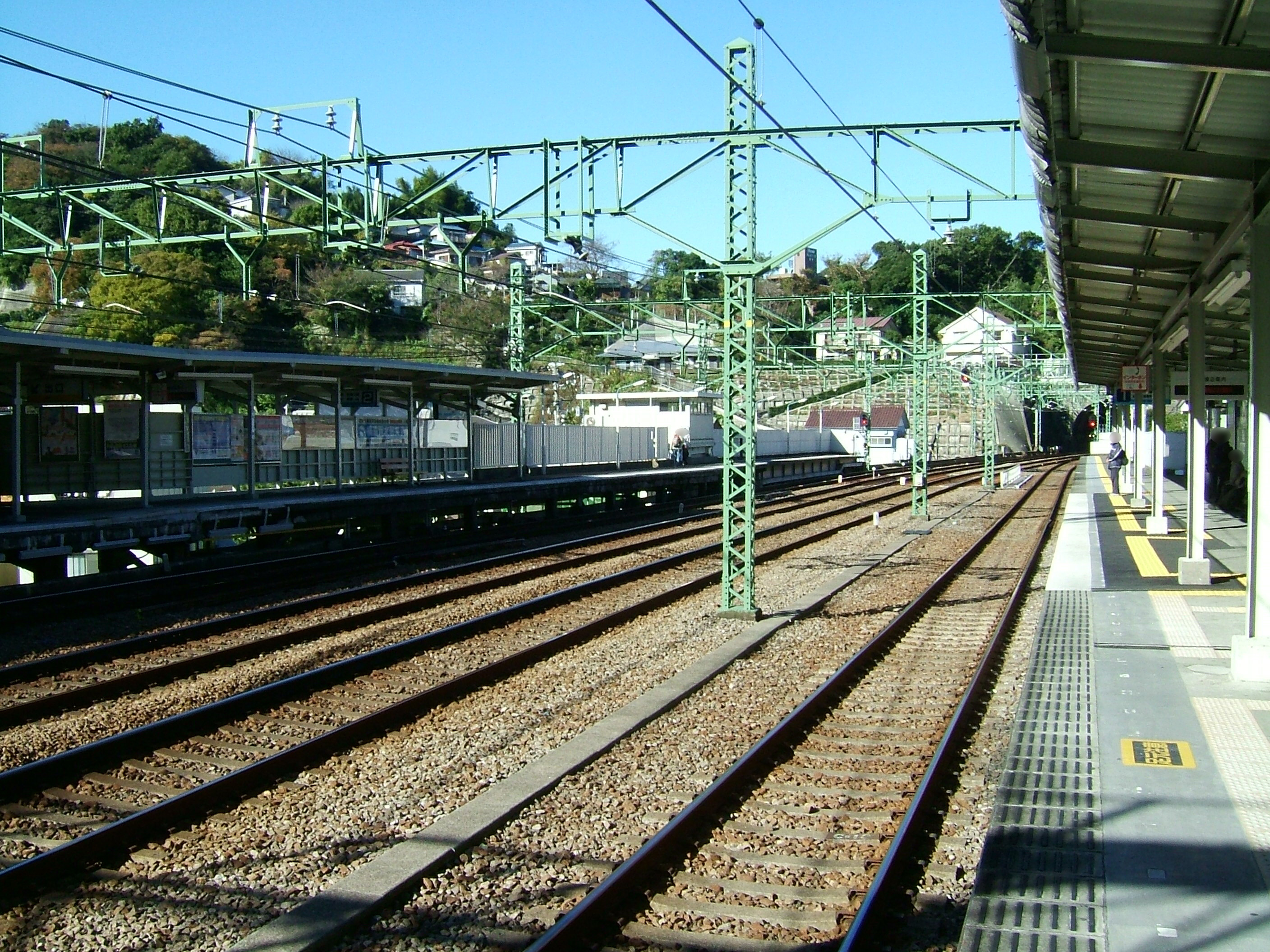
ホーム（2008年11月）
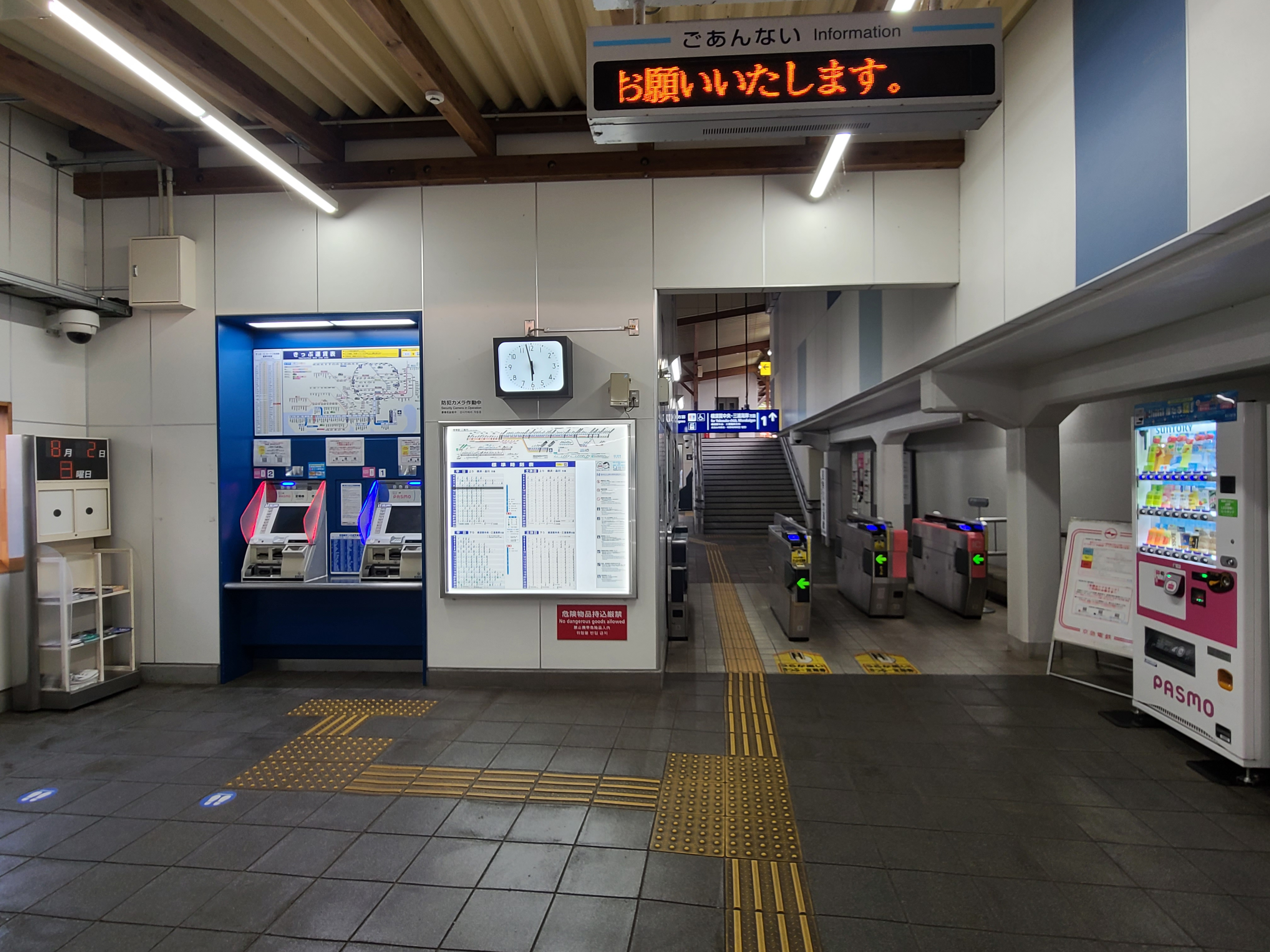
切符売り場と改札口
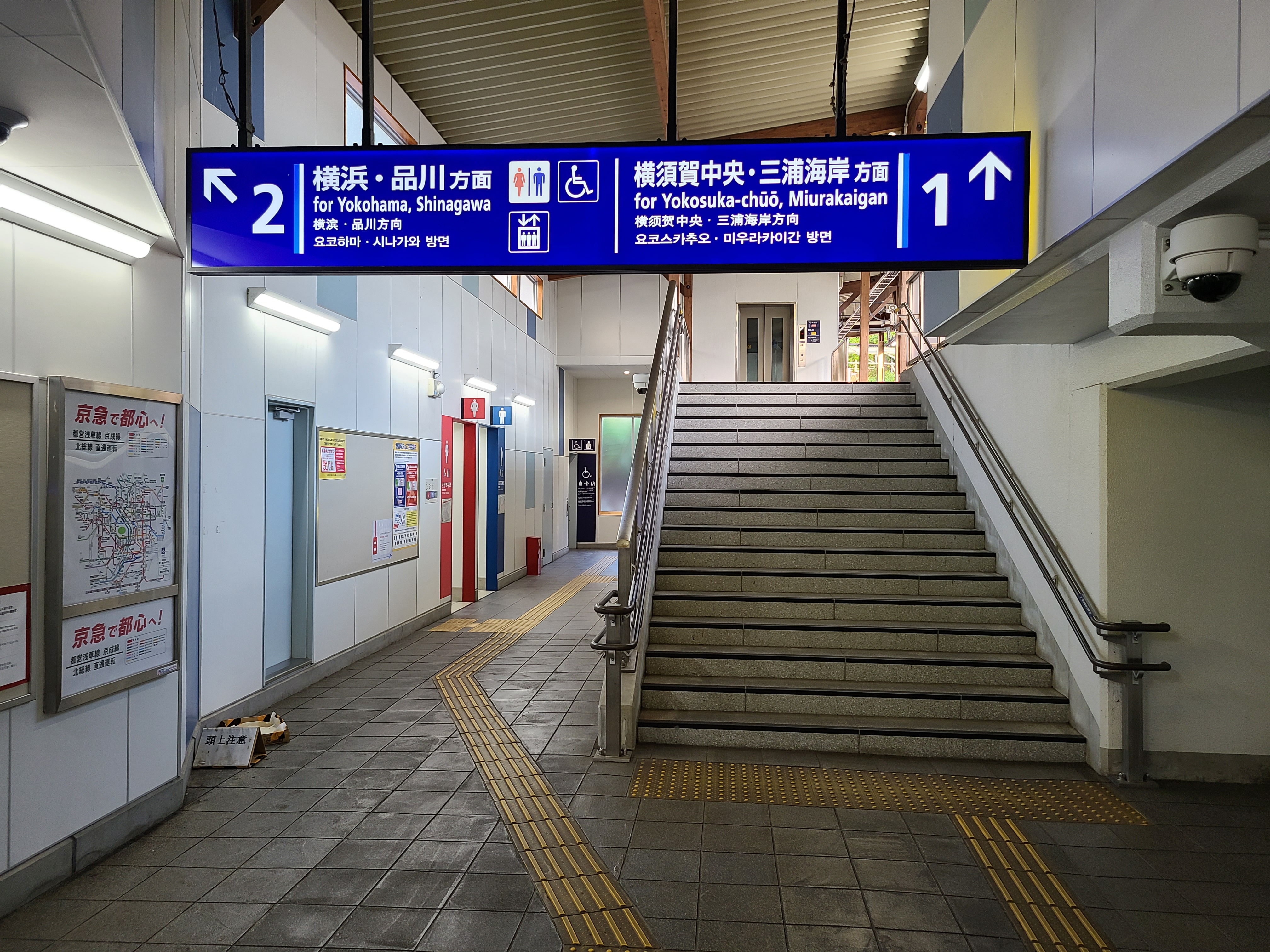
駅構内（左が上りホーム方面・階段が下りホーム）

## 利用状況
2024年（令和6年）度の1日平均乗降人員は4,491人であり、京急線全72駅中70位。
近年の1日平均乗車人員と乗降人員の推移は下記の通り。
| 年度               | 1日平均 乗降人員 | 1日平均 乗車人員 | 出典     |
| ------------------ | ---------------- | ---------------- | -------- |
| 1995年（平成07年） |                  | 2,585            | [ * 1 ]  |
| 1998年（平成10年） |                  | 2,480            | [ * 2 ]  |
| 1999年（平成11年） |                  | 2,506            | [ * 3 ]  |
| 2000年（平成12年） |                  | 2,590            | [ * 3 ]  |
| 2001年（平成13年） |                  | 2,739            | [ * 4 ]  |
| 2002年（平成14年） | 5,214            | 2,666            | [ * 5 ]  |
| 2003年（平成15年） | 5,272            | 2,679            | [ * 6 ]  |
| 2004年（平成16年） | 5,228            | 2,660            | [ * 7 ]  |
| 2005年（平成17年） | 5,219            | 2,650            | [ * 8 ]  |
| 2006年（平成18年） | 5,234            | 2,656            | [ * 9 ]  |
| 2007年（平成19年） | 5,307            | 2,691            | [ * 10 ] |
| 2008年（平成20年） | 5,471            | 2,729            | [ * 11 ] |
| 2009年（平成21年） | 5,373            | 2,679            | [ * 12 ] |
| 2010年（平成22年） | 5,288            | 2,636            | [ * 13 ] |
| 2011年（平成23年） | 5,237            | 2,603            | [ * 14 ] |
| 2012年（平成24年） | 5,259            | 2,612            | [ * 15 ] |
| 2013年（平成25年） | 5,263            | 2,619            | [ * 16 ] |
| 2014年（平成26年） | 5,186            | 2,582            | [ * 17 ] |
| 2015年（平成27年） | 5,235            | 2,607            | [ * 18 ] |
| 2016年（平成28年） | 5,287            | 2,645            | [ * 19 ] |
| 2017年（平成29年） | 5,256            | 2,644            | [ * 20 ] |
| 2018年（平成30年） | 5,290            | 2,664            | [ * 21 ] |
| 2019年（令和元年） | 5,299            | 2,643            | [ * 22 ] |
| 2020年（令和02年） | 3,871            | 1,941            | [ * 23 ] |
| 2021年（令和03年） | 4,063            | 2,037            | [ * 24 ] |
| 2022年（令和04年） | 4,472            | 2,238            | [ * 25 ] |
| 2023年（令和05年） | 4,545            |                  |          |
| 2024年（令和06年） | 4,491            |                  |          |

## 駅周辺
周囲は丘陵地と住宅地である。海岸近くまで丘陵が迫り、谷筋に民家が密集している。海側の狭い平地には、『ウェルシティ横須賀 天空の街』と名付けられた113mの高層マンションがあり、地域のランドマークとなっている。
- 横須賀市役所逸見行政センター
- ウェルシティ横須賀
  - 横須賀市保健所
  - 横須賀市生涯学習センター（まなびかん）
  - 横須賀市健康増進センター(すこやかん)
- 横須賀市立逸見小学校
- 横須賀逸見郵便局
- 東日本旅客鉄道（JR東日本）横須賀線横須賀駅 - 北へ400m程。
- 国道16号

## バス路線
駅前にバス停はなく、北に400m程離れた国道16号上に設置されている「汀橋（なぎさばし）」が最寄りバス停である。発着する路線の詳細は京浜急行バス追浜営業所を参照。
- 東方向
  - 八31 - 安浦二丁目行（米ヶ浜経由） ※18時台まで
  - 八31 - 安浦二丁目行（日ノ出町経由） ※19時台以降
- 西方向
  - 八31 - 内川橋行
  - 追34 - 追浜駅行 ※夜のみ

## 隣の駅
京浜急行電鉄
 本線
■快特・■特急
通過
■普通
安針塚駅 (KK56) - 逸見駅 (KK57) - 汐入駅 (KK58)